# 社会变革劳动者党
社会变革劳动者党（：／ Sahoebyeonhyeoknodongjadang），简称变革党（변혁당），是韩国的一个已不存在的未注册政党。该党成立于2016年1月31日，前身是“革命性现场实践工人阶级政党推进委员会”。2022年2月5日，社会变革劳动者党并入劳动党，以便在李百允候选人的旗帜下为第20届总统选举创造统一的社会主义愿景。